# Pinnacle Bank Arena
Pinnacle Bank Arena es un estadio cubierto de 15,500 asientos en el distrito West Haymarket de Lincoln, Nebraska. Se completó en 2013 y reemplazó al Bob Devaney Sports Center como el hogar de los equipos de baloncesto masculino y femenino de la Universidad de Nebraska. Los votantes de Lincoln aprobaron un impuesto de devolución para respaldar una fianza de U$$ 25 millones el 11 de mayo de 2010.
El 6 de diciembre de 2011, se anunció que Pinnacle Bank compró los derechos de nombre de la arena, a un costo de $ 11,25 millones durante 25 años. El primer evento en la nueva arena fue la ceremonia de graduación de verano de NU el 16 de agosto de 2013, y el primer concierto se llevó a cabo un mes después cuando Michael Bublé actuó ante una multitud agotada el 13 de septiembre. P! Nk, Jason Aldean, Eagles, Elton John, Jay-Z, Trans-Siberian Orchestra y Miranda Lambert también actuaron en PBA en el otoño de 2013. Los equipos de baloncesto de Nebraska jugaron su primer juego en la arena el 8 de noviembre de 2013.